# Кобяков Борис Ілліч
Борис Ілліч Кобяков (1900—1965) — підполковник Радянської Армії, учасник Другої Світової війни, Герой Радянського Союзу (1945).

## Біографія
Народився 24 липня 1900 року в селі Оріхівка (нині — Петрівський район Ставропольського краю) у багатодітній родині селянина-бідняка. У 1904-1910 роках жив у місті Дербент. У 1913 році закінчив церковно-парафіяльну школу, працював за наймом у торговельній лавці. У 1916 р. утік на фронт, брав участь у боях.
У 1918 був призваний на службу в Робітничо-селянську Червону Армію. Член РКП(б) з 1919. Брав участь у боях Громадянської війни проти військ генерала А. І. Денікіна на Північному Кавказі, при відступі частин 11-ї армії на Астрахань у лютому 1919 р. потрапив у полон. Білогвардійський військово-польовий суд був засуджений до чотирьох років позбавлення волі, відбував покарання у ставропольській в'язниці. У жовтні 1919 — жовтні 1920 служив рядовим караульної роти бази постачання в білогвардійській армії (у Херсонській губернії та Криму), у боях не брав участі. З листопада 1920 — знову у Червоній Армії. У вересні 1921 — лютому 1922 навчався на 22-х кавалерійських курсах у місті Кам'янка Пензенської губернії, в 1923 закінчив Казанські кавалерійські курси, під час навчання в травні-листопаді 1922 брав участь у боях з басмастанами. З 1923 року служив командиром взводів 9-го та 30-го кавалерійських полків (у Північно-Кавказькому військовому окрузі). У 1925-1926 брав участь у ліквідації бандформувань в Інгушетії, Чечні та Дагестані. У 1926 році екстерном закінчив Ленінградське кавалерійське училище.
До 1933 продовжував службу в кавалерії помічником командира ескадрону, командиром взводу, командиром ескадрону і начальником полкової школи в Північно-Кавказькому військовому окрузі. У 1934 закінчив Новочеркаські курси удосконалення командного складу та був переведений заступником начальника штабу (пізніше – начальник штабу) кавалерійського полку Особливої кавалерійської дивізії до Московського військового округу. У березні 1938 був переведений у Закавказький військовий округ і в липні заарештований за перевищення влади та виключений із партії. Був засуджений до 2 років позбавлення волі, у жовтні 1938 – липні 1940 відбував покарання в Біломорсько-Балтійському виправно-трудовому таборі в Карелії. У липні 1940 – липні 1941 року працював воєнруком у Московському електромеханічному технікумі.
З липня 1941 р. займався формуванням підрозділів московського народного ополчення. З серпня 1941 — на фронтах німецько-радянської війни, відновлений у званні майора та призначений начальником розвідувального відділення штабу 18-ї стрілецької дивізії ((з січня 1942 – 11-ї гвардійської) у складі 61-го стрілецького корпусу 20-ї армії Західного березня 1942. З березня 1942 – начальник оперативного відділу штабу 7-го кавалерійського корпусу, у червні-серпні 1942 - командир 84-го кавалерійського полку 55-ї кавалерійської дивізії, у серпні-листопаді 1942 - командир 294-го кавалерійського полку 112-й Башки. 1941 р. був поранений у голову, у листопаді 1942 р. отримав поранення в груди і до грудня 1943 р. перебував у шпиталі.
З лютого 1944 року командир 58-го гвардійського кавалерійського полку 16-ї гвардійської кавалерійської дивізії. З січня 1945 року командував 56-м гвардійським кавалерійським полком 14-ї гвардійської кавалерійської дивізії 7-го гвардійського кавалерійського корпусу 1-го Білоруського фронту. Його полк брав участь у наступі з Пулавського плацдарму, завдавши ряд несподіваних ударів по військах противника. 29 січня 1945 року полк Кобякова переправився через Одер по льоду в районі населеного пункту Пріттаг (нині Пшиток), вибив противника з двох ліній траншей, подолав мінні загородження і ціною великих втрат утримав плацдарм.
Указом Президії Верховної Ради СРСР від 27 лютого 1945 року гвардії підполковник Борис Ілліч Кобяков був удостоєний звання Героя Радянського Союзу з врученням ордена Леніна та медалі «Золота Зірка».
З травня 1945 року через хворобу перебував на лікуванні у шпиталі. У 1946 році був звільнений у запас. Проживав у 1946-1951 у селі Висоцьке Ставропольського краю, потім у Москві. Помер 1965 року від серцевого нападу. Похований на Ваганьківському цвинтарі (15 уч.).
Був також нагороджений трьома орденами Червоного Прапора, орденом Кутузова 3-го ступеня, поряд з медалями.
Був одружений (дружина – уроджена Ганна Олександрівна Галкіна), мав доньку Світлану (1929 р.н.) та сина Бориса (1931 р.н.).